# Massepha rectangulalis
Massepha rectangulalis là một loài bướm đêm trong họ Crambidae.